# نینا سابلاتی
نینا سابلاتی (به انگلیسی: Nina Sublatti) (زاده ۳۱ ژانویه ۱۹۹۵) خواننده، ترانه‌سرا، مُدل و رقصندهٔ اهل گرجستان است. وی در مسابقه آواز یوروویژن در سال ۲۰۱۵ نماینده کشور گرجستان بود.